# Jottabajt
Jottabajt (skrót YB), jobibajt (skrót YiB) – jednostki używane w informatyce oznaczające odpowiednio kwadrylion (1024) bajtów i 280, czyli 10248 bajtów.
Zgodnie ze standardem IEC 60027-2 w systemie przedrostków dwójkowych (binarnych) obowiązują zależności:
```
1 YiB = 1024
 
ZiB
 = 1024 · 1024
 
EiB
 = 1024 · 1024 · 1024
 
PiB
 = 1024 · 1024 · 1024 · 1024
 
TiB
 = 1024
5
 
GiB
 = 1024
6
 
MiB
 = 1024
7
 
kiB
 = 1024
8
 
B
```

natomiast w systemie przedrostków dziesiętnych SI:
```
1 YB = 1000
 
ZB
 = 1000 · 1000
 
EB
 = 1000 · 1000 · 1000
 
PB
 = 1000 · 1000 · 1000 · 1000
 
TB
 = 1000
5
 
GB
 = 1000
6
 
MB
 = 1000
7
 
kB
 = 1000
8
 
B
```